# Marcel Dionne
Marcel Dionne (*3. srpna 1951, Drummondville, Québec, Kanada) je bývalý kanadský hokejista. Odehrál 18 sezón v NHL, na přelomu sedmdesátých a osmdesátých let patřil mezi její největší hvězdy. V historické tabulce produktivity útočníků patří v NHL do první desítky. U příležitosti 100. výročí NHL byl v lednu 2017 vybrán jako jeden ze sta nejlepších hráčů historie ligy.

## Klubová kariéra
Svoji hokejovou kariéru začínal v rodném Drummondvillu, kde hrával ve svých začátcích v klubu Drummondville Rangers. V pozdějším juniorském věku hrával v Ontario Hockey Association za tým St. Catharines Black Hawks, draftován byl v roce 1971 z celkově druhého místa. Jako první byl tehdy draftován Guy Lafleur, hráč, který byl hlavní postavou finálového protivníka Dionnova týmu v ostře sledovaném finále juniorského poháru Richardson Cup.
Marcel Dionne se od sezóny 1971/1972 stal členem Detroit Red Wings. V té době se jednalo o spíše podprůměrný tým, který ve čtyřech sezónách nedokázal postoupit do bojů o Stanley Cup. V roce 1975 tak díky svému agentu podepsal smlouvu s Los Angeles Kings, která mu zajišťovala 300 tisíc dolarů ročně. Tehdy to znamenalo nejdražší smlouvu v historii hokeje. Spolu s Charlie Simmerem a Davem Taylorem vytvořil slavnou útočnou řadu zvanou Triple Crown Line. Vyznačovali se vysokou produktivitou v základní části (celkem sedmkrát tam překonal hranici sta bodů v sezóně), téměř pravidelně se přiváděli Los Angeles do play-off, tam však na žádný úspěch nedosáhli a maximem bylo druhé kolo. V Los Angeles odehrál jedenáct a půl sezóny než byl po neshodách s trenérem Patem Quinnem vyměněn do New York Rangers. S nimi s první sezóně opět vypadl v prvním kole play-off a ve zbylých dvou sezónách se do bojů o Stanley Cup Rangers vůbec nedostali. Dionne ukončil svou kariéru v roce 1989, aniž by Stanley Cup získal.

## Ocenění
- Eddie Powers Memorial Trophy – 1970, 1971
- Lady Byng Memorial Trophy – 1975, 1977
- Lester B. Pearson Award – 1979, 1980
- Art Ross Trophy – 1980
- člen Síně slávy NHL – od roku 1992

## Rekordy a individuální úspěchy
- Nejvíce bodů nováčka v NHL – 77 (1972, překonán od té doby několikrát)
- Šesté místo v historické tabulce střelců NHL – 731 gólů
- Šesté místo v historické tabulce produktivity podle kanadského bodování – 1771 bodů
- Dvanácté místo v historické tabulce nahrávačů – 1040 asistencí
- Třetí místo v tabulce hráčů podle počtu sezón, v nichž překonali 100 bodů – 8
- Osmkrát účast v NHL All-Star Game
- Dvakrát člen prvního All Star Teamu, dvakrát druhého

## Prvenství
- Debut v NHL – 9. října 1971 (Detroit Red Wings proti Minnesota North Stars)
- První gól v NHL – 16. října 1971 (St. Louis Blues proti Detroit Red Wings, kanadskému brankáři Ernie Wakely)
- První asistence v NHL – 22. října 1971 (Detroit Red Wings proti Toronto Maple Leafs)
- První hattrick v NHL – 19. března 1972 (Detroit Red Wings proti Montreal Canadiens)

## Klubové statistiky
| Sezóna       | Klub                       | Soutěž       |       | Základní část | Základní část | Základní část | Základní část | Základní část |    | Play off | Play off | Play off | Play off | Play off |
| Sezóna       | Klub                       | Soutěž       | Z     | G             | A             | B             | TM            | Z             | G  | A        | B        | TM       |          |          |
| 1967–68      | Drummondville Rangers      | QJHL         | 48    | 34            | 35            | 69            | 45            | 10            | 14 | 7        | 21       | 4        |          |          |
| 1967–68      | Drummondville Rangers      | M-Cup        | —     | —             | —             | —             | —             | 4             | 9  | 4        | 13       | 5        |          |          |
| 1968–69      | St. Catharines Black Hawks | OHA          | 48    | 37            | 63            | 100           | 38            | 18            | 15 | 20       | 35       | 8        |          |          |
| 1969–70      | St. Catharines Black Hawks | OHA          | 54    | 55            | 77            | 132           | 46            | 10            | 12 | 20       | 32       | 10       |          |          |
| 1970–71      | St. Catharines Black Hawks | OHA          | 46    | 62            | 81            | 143           | 20            | 15            | 29 | 26       | 55       | 11       |          |          |
| 1971–72      | Detroit Red Wings          | NHL          | 78    | 28            | 49            | 77            | 14            | —             | —  | —        | —        | —        |          |          |
| 1972–73      | Detroit Red Wings          | NHL          | 77    | 40            | 50            | 90            | 21            | —             | —  | —        | —        | —        |          |          |
| 1973–74      | Detroit Red Wings          | NHL          | 74    | 24            | 54            | 78            | 10            | —             | —  | —        | —        | —        |          |          |
| 1974–75      | Detroit Red Wings          | NHL          | 80    | 47            | 74            | 121           | 14            | —             | —  | —        | —        | —        |          |          |
| 1975–76      | Los Angeles Kings          | NHL          | 80    | 40            | 54            | 94            | 38            | 9             | 6  | 1        | 7        | 0        |          |          |
| 1976–77      | Los Angeles Kings          | NHL          | 80    | 53            | 69            | 122           | 12            | 9             | 5  | 9        | 14       | 2        |          |          |
| 1977–78      | Los Angeles Kings          | NHL          | 70    | 36            | 43            | 79            | 37            | 2             | 0  | 0        | 0        | 0        |          |          |
| 1978–79      | Los Angeles Kings          | NHL          | 80    | 59            | 71            | 130           | 30            | 2             | 0  | 1        | 1        | 0        |          |          |
| 1979–80      | Los Angeles Kings          | NHL          | 80    | 53            | 84            | 137           | 32            | 4             | 0  | 3        | 3        | 4        |          |          |
| 1980–81      | Los Angeles Kings          | NHL          | 80    | 58            | 77            | 135           | 70            | 4             | 1  | 3        | 4        | 7        |          |          |
| 1981–82      | Los Angeles Kings          | NHL          | 78    | 50            | 67            | 117           | 50            | 10            | 7  | 4        | 11       | 0        |          |          |
| 1982–83      | Los Angeles Kings          | NHL          | 80    | 56            | 51            | 107           | 22            | —             | —  | —        | —        | —        |          |          |
| 1983–84      | Los Angeles Kings          | NHL          | 66    | 39            | 53            | 92            | 28            | —             | —  | —        | —        | —        |          |          |
| 1984–85      | Los Angeles Kings          | NHL          | 80    | 46            | 80            | 126           | 46            | 3             | 1  | 2        | 3        | 2        |          |          |
| 1985–86      | Los Angeles Kings          | NHL          | 80    | 36            | 58            | 94            | 42            | —             | —  | —        | —        | —        |          |          |
| 1986–87      | Los Angeles Kings          | NHL          | 67    | 24            | 50            | 74            | 54            | —             | —  | —        | —        | —        |          |          |
| 1986–87      | New York Rangers           | NHL          | 14    | 4             | 6             | 10            | 6             | 6             | 1  | 1        | 2        | 2        |          |          |
| 1987–88      | New York Rangers           | NHL          | 67    | 31            | 34            | 65            | 54            | —             | —  | —        | —        | —        |          |          |
| 1988–89      | New York Rangers           | NHL          | 37    | 7             | 16            | 23            | 20            | —             | —  | —        | —        | —        |          |          |
| 1988–89      | Denver Rangers             | IHL          | 9     | 0             | 13            | 13            | 0             | —             | —  | —        | —        | —        |          |          |
| Celkem v NHL | Celkem v NHL               | Celkem v NHL | 1,348 | 731           | 1,040         | 1,771         | 600           | 49            | 21 | 24       | 45       | 17       |          |          |

## Reprezentace
Do kanadské hokejové reprezentace byl nominován již v roce 1972 pro Sérii století, k žádnému utkání však nenastoupil. Vynahradil si to dvojnásobnou účastí na Kanadském poháru, kde Kanada skončila v roce 1976 na prvním a v roce 1981 na druhém místě. Čtyřikrát se také účastnil mistrovství světa, v roce 1978 byl vyhlášen nejlepším útočníkem turnaje.
| Rok                       | Tým                       | Soutěž                    | Z  | G  | A  | B  | TM |
| ------------------------- | ------------------------- | ------------------------- | -- | -- | -- | -- | -- |
| 1976                      | Kanada                    | KP                        | 7  | 1  | 5  | 6  | 4  |
| 1978                      | Kanada                    | MS                        | 10 | 9  | 3  | 12 | 2  |
| 1979                      | Kanada                    | MS                        | 7  | 2  | 1  | 3  | 4  |
| 1981                      | Kanada                    | KP                        | 6  | 4  | 1  | 5  | 4  |
| 1983                      | Kanada                    | MS                        | 10 | 6  | 3  | 9  | 2  |
| 1986                      | Kanada                    | MS                        | 10 | 4  | 4  | 8  | 8  |
| Seniorská kariéra celkově | Seniorská kariéra celkově | Seniorská kariéra celkově | 50 | 26 | 17 | 43 | 24 |